# Litsea stenophylla
Litsea stenophylla är en lagerväxtart som beskrevs av André Guillaumin. Litsea stenophylla ingår i släktet Litsea och familjen lagerväxter. Inga underarter finns listade i Catalogue of Life.